# Pamela Ludwig
Pamela Ludwig (25 marzo 1960) è un'attrice statunitense apparsa in numerosi film e serie tv.
È sposata con l'attore Randy Lowell.

## Filmografia

### Cinema
- Giovani guerrieri (Over the Edge), regia di Jonathan Kaplan (1979)
- Un ragazzo chiamato Tex (Tex), regia di Tim Hunter (1982)
- Punto debole (Split Image), regia di Ted Kotcheff (1982)
- I cavalieri del futuro (City Limits), regia di Aaron Lipstadt (1984)
- Da Capo, regia di Pirjo Honkasalo e Pekka Lehto (1985)
- L'angelo e il diavolo (Death of an Angel), regia di Petru Popescu (1985)
- Under the Cherry Moon, regia di Prince (1986)
- Fuga dal futuro - Danger Zone (Project X), regia di Jonathan Kaplan (1987)
- Dead Man Walking, regia di Gregory Dark (1988)
- Race for Glory, regia di Rocky Lang (1989)
- Legami di famiglia (Immediate Family), regia di Jonathan Kaplan (1989)
- Beverly Hills Delitti Al College (Rush Week), regia di Bob Bralver (1989)
- Sulla strada, a mezzanotte (Midnight Ride), regia di Bob Bralver (1990)
- Pale Blood, regia di V.V. Dachin Hsu e Michael W. Leighton (1990)

### Televisione
- 11th Victim, regia di Jonathan Kaplan - film TV (1979)

- Visitors (V) - serie TV, episodi 1x3 (1985)